# Vadim Sajutin
Vadim Alexandrovič Sajutin (rusky Вадим Александрович Саютин; * 31. prosince 1970 Alma-Ata, Kazašská SSR) je bývalý sovětsko-kazachstánsko-ruský rychlobruslař.
Na velkých mezinárodních závodech se poprvé objevil na jaře 1992, kdy jako reprezentant SNS startoval na Zimních olympijských hrách (5000 m – 11. místo, 10 000 m – 19. místo). Ve Světovém poháru debutoval na podzim 1992. Pod vlajkou svého rodného Kazachstánu se zúčastnil ZOH 1994 (1500 m – 30. místo, 5000 m – 27. místo), ovšem ještě v témže roce začal po svatbě s rychlobruslařkou Světlanou Bažanovovou reprezentovat Rusko. Na Mistrovství Evropy 1998 získal bronzovou medaili, o několik týdnů později startoval na ZOH 1998 (1500 m – 11. místo, 5000 m – 15. místo, 10 000 m – 13. místo). Z vícebojařského světového šampionátu 1999 si přivezl stříbro, bronzovou medaili vybojoval v závodě na 10 000 m na MS 2001. Zúčastnil se také ZOH 2002 (1500 m – 37. místo, 5000 m – 25. místo). Sportovní kariéru ukončil po sezóně 2002/2003.